# Aston Martin Valiant
La Aston Martin Valiant è un'autovettura sportiva prodotta dalla casa automobilistica inglese Aston Martin e presentata al Goodwood Festival of Speed 2024.

## Contesto
Rievocando il passato e guardando al futuro, Aston Martin ha realizzato un'automobile omologata per la circolazione stradale con motore anteriore e specifiche estreme. Questo veicolo unisce l'audacia delle auto da corsa degli anni ‘70 con la tecnologia e i materiali avanzati delle attuali auto da corsa. È nato da una commissione personale di Fernando Alonso, con l'intento di creare un'auto che fosse un monumento al piacere della guida, senza alcun compromesso. 
(Fernando Alonso, pilota di Formula 1)
Il pilota spagnolo del team Aston Martin F1 ha contribuito direttamente alle scelte tecniche e alla messa a punto del veicolo. Le 38 unità previste sono già state prenotate da altrettanti clienti, con prezzi non ancora comunicati. La prima Valiant sarà destinata proprio a Fernando Alonso. 

## Stile
Il design della Valiant trae ispirazione da un modello storico, la Aston Martin RHMA/1 "Muncher", che partecipò alla 24 Ore di Le Mans nel 1980. La base di partenza della Valiant è la coupé Valour. Gli interni sono stati semplificati e alleggeriti, utilizzando fibra di carbonio satinata a vista alternata con Alcantara e pelle per le finiture, sedili monoscocca Recaro con imbottiture ridotte, un volante ridisegnato con diametro ridotto, pannelli porta semplificati e una leva del cambio con leveraggi a vista. Per la guida in pista, la Valiant è dotata di una semi-gabbia posteriore e di cinture di sicurezza da competizione.    Sono presenti due monitor per strumentazione e infotainment. 

## Caratteristiche tecniche
Rispetto alla Valour, la Valiant presenta significative modifiche tecniche: il motore V12 biturbo da 5,2 litri, abbinato a un cambio manuale a sei marce, è stato potenziato da 715 a 745 CV (548 kW), mentre l'assetto è dotato di ammortizzatori regolabili Multimatic ASV (acronimo di Adaptive Spool Valve) derivati dalle competizioni. L'elettronica di gestione è stata ricalibrata con setup specifici per le tre modalità di guida, mentre la carrozzeria in fibra di carbonio è stata dotata di nuovi elementi aerodinamici per aumentare la deportanza.  
Numerosi interventi sono stati effettuati per ridurre il peso totale. L'auto adotta un impianto frenante carboceramico con dischi da 410 mm, uno scarico in titanio, un sotto telaio posteriore stampato in 3D che consente un risparmio di 3 kg, un albero di trasmissione in magnesio che riduce il peso di 8,6 kg, cerchi in magnesio da 21 pollici con coperture aerodinamiche in carbonio che permettono un risparmio di 14 kg e una batteria agli ioni di litio derivata dalle competizioni che riduce il peso di 11,5 kg.